# احمد دهقان (روزنامه‌نگار)
احمد دهقان (۱۲۸۷ اصفهان – ۶ خرداد ۱۳۲۹ تهران) روزنامه‌نگار، نماینده مجلس، مدیر مجله تهران مصور و صاحب تماشاخانه تهران بود.

## تئاتر
احمد دهقان فعالیت سیاسی را در زادگاهش اصفهان آغاز کرد و در سال ۱۳۱۳ که تازه به تهران رفته بود، به گروه تئاتر فردوسی پیوست. 
همزمان در روزنامه اطلاعات به عنوان عکاس خبری مشغول کار شد. بعدها که سیدعلی نصر، تئاتر نصر را در خیابان لاله‌زار تهران به راه انداخت، دهقان مدیر داخلی تئاتر شد. 
نصر که نخستین مدرسه هنرپیشگی را در ایران تأسیس کرده بود، در سال ۱۳۱۹ بخشی از گراندهتل را نیز به تماشاخانه تبدیل کرد و نام تئاتر تهران بر آن گذاشت.
از حدود یک سال بعد، احمد دهقان مدیریت این تماشاخانه را به عهده گرفت.

## روزنامه‌نگاری
پس از اشغال ایران و کناره‌گیری رضاشاه، دهقان به کمک مسعودی مدیر اطلاعات، انتشار دوباره مجله تهران مصور را آغاز کرد. 
این مجله را عباس نعمت از سال ۱۳۰۸ منتشر می‌کرد که پس از مدتی تعطیل شد. نخستین شماره دوره جدید این نشریه در ۲۷ مرداد ۱۳۲۱ به مدیریت دهقان و سردبیری عبدالله والا با رویکردی ضد کمونیستی منتشر شد.

## سیاست
دهقان سپس به دنیای سیاست وارد شد و پس از گرایش کوتاه مدتی به احمد قوام، به دربار و حاجعلی رزم‌آرا (رئیس ستاد ارتش، ضد ملی شدن صنعت نفت) نزدیک و با کمک آن‌ها به نمایندگی از خلخال وارد مجلس پانزدهم شد. 
در این دوران تهران مصور به عنوان نشریه‌ای عامه‌پسند و ضد حزب توده، با اتکا به اخباری که از دربار به دست می‌آورد، رشد کرد و محبوب شد. 
او به مجلس شانزدهم هم راه یافت و به فعالیت ضد کمونیستی و مخالفت با سیاست‌های شوروی و حزب توده ادامه داد.

## ترور
احمد دهقان در ۶ خرداد سال ۱۳۲۹ در دفتر تماشاخانه تهران در خیابان لاله‌زار به دست حسن جعفری کارمند شرکت نفت انگلستان ترور شد.
عده‌ای معتقدند حسن جعفری عضو گروه کیانوری - روزبه در حزب توده ایران بوده‌است. عده دیگری برآنند که رزم‌آرا که به‌تدریج از دربار فاصله گرفته و در اندیشه کودتا علیه شاه بود، این ترور را ترتیب داد. 
رزم‌آرا و کیانوری هر دو دست داشتن در قتل دهقان را رد کرده‌اند.
دهقان پس از ترور به بیمارستان شماره ۲ ارتش انتقال یافت و پس از عمل جراحی روی طحالش درگذشت. 
حسن جعفری در محاکمه‌ای جنجالی و علی‌رغم تلاش وکلای مدافعش به اعدام محکوم و در ۲۵ فروردین ۱۳۳۰ اعدام شد. 
بعدها اسنادی به دست آمد که نشان می‌داد قاتل اصلی شخصی به نام قبادی از افسران توده‌ای شهربانی با نام‌های مستعار جاوید و دهقان نائینی بوده‌است (برای اطلاع بیشتر به کتاب بی‌گناهی که به دار آویخته شد نوشته ابوالقاسم تفضلی از وکلای مدافع حسن جعفری رجوع کنید).